# Kommunalteknik
Kommunalteknik är ett samlingsbegrepp för kommunal verksamhet av teknisk karaktär. 

## Om begreppet
De kommunala frågor som inbegrips i begreppet kommunalteknik märks till exempel sådant som rör avfallshantering, gator och vägnät, räddningstjänsten, säkerhet samt vatten- och avloppssystem. Hur arbetet med dessa frågor rent konkret organiseras i de enskilda kommunerna varierar mellan kommuner.
De som arbetar inom området kan med ett samlingsnamn kallas kommunaltekniker.